# ニック・ボニット
ニコラス・ボニット（Nikolas Bonitto, 1999年9月26日 - ）は、アメリカ合衆国フロリダ州フォートローダーデール出身のプロアメリカンフットボール選手。NFLのデンバー・ブロンコスに所属している。ポジションはラインバッカー。

## 経歴

### ハイスクール
高校4年目のシーズンにアンダーアーマーのオールアメリカンに選出された。
主要サイトから4つ星評価を受け、オクラホマ大学へ進学した。

### カレッジ
1年目の2018年シーズンはNCAAのレッドシャツ制度を利用し、3試合の出場に留まった。
2019年シーズンから先発のラインバッカーを務め、14試合に出場して43タックル、3.5サックを記録した。
2020年シーズンは10試合に出場して32タックル、8サックを記録し、オールアメリカンセカンドチームに選出された。
2021年シーズンは12試合に出場して39タックル、7サックを記録し、オールアメリカンサードチームに選出された。シーズン終了後、2022年のNFLドラフトにアーリーエントリーした。

### デンバー・ブロンコス
| 身長                                | 体重            | 腕 の 長 さ       | 手 の 大 き さ   | 40Yrd ダ ッ シ ュ | 10Yrd ス プ リ ッ ト | 20Yrd ス プ リ ッ ト | 20Yrd シ ャ ト ル | 3 コ 丨 ン ド リ ル | 垂 直 跳 び     | 立 ち 幅 跳 び      | ベ ン チ プ レ ス |
| ----------------------------------- | --------------- | ----------------- | ---------------- | ----------------- | -------------------- | -------------------- | ----------------- | ------------------- | --------------- | ------------------- | ----------------- |
| 6 ft 3 in (191 cm)                  | 248 lb (112 kg) | 32+1⁄2 in (83 cm) | 9+3⁄8 in (24 cm) | 4.54 s            | 1.53 s               | 2.63 s               | 4.23 s            | 7.04 s              | 35.5 in (90 cm) | 10 ft 0 in (3.05 m) | 22 回             |
| All values from NFL Combine/Pro Day |                 |                   |                  |                   |                      |                      |                   |                     |                 |                     |                   |

2022年のNFLドラフトにて全体64位でデンバー・ブロンコスから指名され、その後ルーキー契約を結んだ。
2023年シーズン、第4週のシカゴ・ベアーズ戦での2.5サックなど、シーズンを通して8サックを記録した。
2024年シーズンは出場機会を増やし、第3週のタンパベイ・バッカニアーズ戦から先発に定着した。第13週のクリーブランド・ブラウンズ戦では前半終了間際にジェイミス・ウィンストンのパスをインターセプトし、キャリア初のタッチダウンを記録した。シーズンを通しては48タックル、13.5サック、4パスディフレクションを記録し、自身初のプロボウル、オールプロセカンドチームに選出された。